# Palaeonummulites
Palaeonummulites es un género de foraminífero bentónico de la familia Nummulitidae, de la superfamilia Nummulitoidea, del suborden Rotaliina y del orden Rotaliida. Su especie tipo es Nummulina pristina. Su rango cronoestratigráfico abarca desde el Thanetiense (Paleoceno superior) hasta la Actualidad.

## Discusión
Palaeonummulites ha sido tradicionalmente considerado un sinónimo posterior de Nummulites.

## Clasificación
Palaeonummulites incluye a las siguientes especies:
- Palaeonummulites beaumonti
- Palaeonummulites crasseornatus
- Palaeonummulites pengaronensis
- Palaeonummulites pristina
- Palaeonummulites songoensis
- Palaeonummulites stainforthi
- Palaeonummulites taballarensis
- Palaeonummulites variolarius
- Palaeonummulites venosus